# King of the Mountain match
De King of the Mountain match is een wedstrijd in het professioneel worstelen dat exclusief is voor Total Nonstop Action Wrestling (TNA). Het bestaat uit vijf concurrenten die strijden om de titel of een match voor een titel. De wedstrijd was een hoofdbestanddeel van de jaarlijkse Slammiversary-pay-per-viewevenement in juni, tot 2010, wanneer het niet werd gelegd op de kaart voor Slammiversary VIII. In juni 2009 werden de eerste drie King of the Mountain-wedstrijden getoond in het televisieprogramma TNA Epics in het Verenigd Koninkrijk, dat zou plaatsvinden op Slammiversary 2009.

## Matchgeschiedenis
| Nr.  | Match | Evenement          | Datum en locatie                     |
| ---- | --- | ------------------ | ------------------------------------ |
| I    | Jeff Jarrett versloeg Ron Killings (c), A.J. Styles, Raven en Chris Harris om het NWA World Heavyweight Championship te winnen            | TNA pay-per-view   | 2 juni 2004 Nashville (Tennessee)    |
| II   | Raven versloeg A.J. Styles (c), Monty Brown, Abyss en Sean Waltman om het NWA World Heavyweight Championship te winnen                    | Slammiversary 2005 | 19 juni 2005 Orlando (Florida)       |
| III  | Jeff Jarrett versloeg Christian Cage (c), Abyss, Ron Killings en Sting om het NWA World Heavyweight Championship te winnen                | Slammiversary 2006 | 18 juni 2006 Orlando                 |
| IV   | Kurt Angle versloeg Samoa Joe, A.J. Styles, Christian Cage en Chris Harris om het TNA World Heavyweight Champion voor het eerst te winnen | Slammiversary 2007 | 17 juni 2007 Nashville               |
| V    | Kaz versloeg Chris Sabin, Curry Man, Jimmy Rave en Johnny Devine voor een TNA World Heavyweight Championship match                        | Impact! Zone       | 5 juni 2008 Orlando                  |
| VI   | Samoa Joe (c) versloeg Robert Roode, Booker T, Rhino en Christian Cage om het TNA World Heavyweight Championship te behouden              | Slammiversary 2008 | 8 juni 2008 Southaven (Mississippi)  |
| VII  | Suicide (c) versloeg Jay Lethal, Consequences Creed, Chris Sabin en Alex Shelley om het TNA X Division Championship te behouden           | Slammiversary 2009 | 21 juni 2009 Auburn Hills (Michigan) |
| VIII | Kurt Angle versloeg Mick Foley (c), Jeff Jarrett, A.J. Styles, Samoa Joe voor het TNA World Heavyweight Championship te winnen            | Slammiversary 2009 | 21 juni 2009 Auburn Hills            |